# Hrašče, Beljak
Hrašče (nemško Kratschach) je naselje Statutarnega mesta Beljak na Koroškem v Avstriji.